# 陪審法
陪審法（ばいしんほう、大正12年4月18日法律第50号）は、刑事事件について陪審員が評議を行う陪審制に関する日本の法律である。
1923年（大正12年）4月18日に公布、1928年（昭和3年）10月1日（一部条文は先行して1927年（昭和2年）6月1日）に施行された。法務省が所管する現行法ではあるが、別の「陪審法ノ停止ニ関スル法律」により、1943年（昭和18年）4月1日にその施行を停止されて以来、効力が働かない状態のまま現在に至っている。

## 概要
一つの事件で、12人の陪審員が必要であり、陪審員は30歳以上の男子で、読み書きができるなどの要件を満たしていることが必要としている。
また法定刑が死刑又は無期懲役になる事件を法定陪審事件としていたが、被告人が辞退できることとされている。裁判官が陪審の答申には拘束されず、陪審の答申を不当と認めるときは答申を採択せずに別の陪審に付することができる点で特異である。また、陪審を選択した場合は控訴ができず、上告のみしかできない二審制であった。
この法律によって484件が陪審で裁かれ、うち81件に無罪判決が出た。
1943年（昭和18年）4月1日以降は「陪審法ノ停止ニ関スル法律」（昭和18年法律第88号）により、その施行が停止された。同法律の附則3項には「陪審法ハ大東亜戦争終了後再施行スルモノトシ其ノ期日ハ各条ニ付勅令ヲ以テ之ヲ定ム」との規定があるが、1945年に戦争が終わっても再施行されないまま、今日に至っている。現行裁判所法3条3項は刑事事件の陪審制を妨げないことを明記している。

## 制定過程
1909年（明治42年）の第26回帝国議会において、立憲政友会議員から「陪審制度設立ニ関スル建議案」が提出され、衆議院を通過したが、このときは陪審制は成立を見なかった。
その後、大正デモクラシー運動が高揚する中、1918年（大正7年）に原敬内閣が成立すると、原は陪審制度導入に着手し、司法省に置かれた陪審法調査委員会において法案が起草された。なお、原が陪審制を導入しようとした動機については、世論の要求する普通選挙を阻止する一方、それに代わる政治的効果を陪審制に求めたとの指摘がされている。
陪審法案は、1921年（大正10年）1月1日に枢密院に諮詢された。しかし、枢密院は、裁判官の資格を持たない者の裁判関与を認める陪審制は明治憲法24条（裁判官による裁判）に違反するなどと主張して、5月4日に政府側は撤回となった。修正が行われ、6月19日に再度諮詢されたが、10月25日に撤回となった。再度修正がされ10月26日に3回目の諮詢がされた。12月12日、枢密院第2回会議が行われ、伊東巳代治が、陪審の評決が裁判官を拘束しないこととする、大審院の特別権限に属する事件の陪審からの除外などの大幅な修正を求めた。結局、原内閣を継いだ高橋是清内閣が翌年これらの修正を受け入れ、法案は1922年（大正11年）2月27日に枢密院を修正議決の形で通過した。
高橋内閣は法案を1922年（大正11年）2月28日に第45帝国議会に提出し、衆議院を3月13日に通過したが、貴族院で審議未了で廃案となった。高橋内閣を継いだ加藤友三郎内閣は、1923年（大正12年）2月7日に第46回帝国議会に法案を再提出した。帝国議会では若槻禮次郎らの反対に遭ったが、1923年（大正12年）3月2日に衆議院を通過（起立採決）、3月21日に貴族院を賛成143対反対8で通過した。こうして陪審法（大正12年4月18日法律第50号）が成立し、1928年（昭和3年）10月1日から施行された。
当時、陪審員向けに配布されたパンフレット『陪審手引』には、陪審制の意義について、「素人である一般国民にも、裁判手続の一部に参与せしめたならば、一層裁判に対する国民の信頼も高まり、同時に法律智識の涵養や、裁判に対する理解を増し、裁判制度の運用を一層円滑ならしめやうとする精神から、採用されることになつた」と記載されていた。

## 内容

### 対象事件
法定刑が死刑又は無期懲役・無期禁錮に当たる刑事事件については原則として陪審の評議に付すこととされ（2条、法定陪審事件）、長期3年を超える有期懲役・禁錮に当たる事件で、地方裁判所の管轄に属するものについては、被告人が請求したときには陪審の評議に付すこととされた（3条、請求陪審事件）。この請求陪審は、日本独自の制度であった。
もっとも、被告人が公判又は公判準備において公訴事実を認めた場合は、陪審の評議に付することはできないとされた（7条）。また、被告人は、法定陪審事件であっても陪審を辞退することができ、請求陪審事件でいったん陪審を請求した後でも検察官の陳述の前であれば請求を取り下げることができた（6条）。
なお、法定陪審事件・請求陪審事件の要件を具備する場合でも、(1)大審院の特別権限に属する罪、(2)皇室に対する罪、内乱に関する罪、外患に関する罪、国交に関する罪、騒擾の罪、(3)治安維持法の罪、(4)軍機保護法、陸軍刑法又は海軍刑法の罪その他軍機に関し犯した罪、(5)法令によって行う公選に関し犯した罪については、陪審裁判の対象としないこととされた（4条、陪審不適事件）。

### 陪審員
陪審員は12人で（29条）、陪審員は、次の資格を満たしていることが必要であった（12条）。
1. 帝国臣民である男子で、30歳以上であること
2. 引続き2年以上同一市町村内に住居していること
3. 引続き2年以上直接国税3円以上を納めていること
4. 読み書きができること

ただし、禁治産者、破産者で復権を得ない者、「聾者、唖者、盲者」、懲役等の刑に処せられた者は欠格事由となり（13条）、在職の判事・検察官など一定の官吏、弁護士、神官、医師、学生・生徒などは就職禁止事由となった（14条）。
60歳以上の者や、在職の官吏、公吏、教員は辞退が認められた（16条）。
なお、1927年（昭和2年）当時の陪審資格者数は178万人であり、当時の投票権者（25歳以上の男子）の14.3%、全人口の3%弱であった。

### 陪審裁判の手続

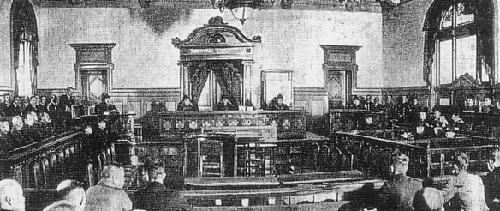
東京地方裁判所にあった陪審法廷

陪審事件については、公判前に公判準備期日の手続が行われ（35条）、被告人を尋問した上（42条）、証人尋問等の証拠調べの決定が行われた（43条）。この時点で被告人が事実に間違いない旨陳述すれば、陪審は中止され、通常の審理に移行した（51条、7条）。
公判期日には陪審員候補者名簿から抽選で選ばれた36人の陪審員を呼び出した（27条、57条）。その中から検察官と被告人は理由なく忌避することができ（64条、65条4項）、忌避されなかった者の中から12人が陪審員となった（67条）。
その後、公判手続が行われ、裁判長による陪審員の心得の諭告（ゆこく）、陪審員の宣誓（69条）、検察官による被告事件の陳述、被告人尋問、証拠調べ、論告・弁論（76条）、裁判長の陪審に対する説示、犯罪構成事実の有無についての問い（77条）と進行した。陪審は、裁判長から「問書」を受け取ると、評議室に入り（81条、82条）、評議の上、「然り」又は「然らず」との答申をすることとされた（88条）。犯罪構成事実を肯定するには陪審員の過半数の意見によることが必要であった（91条）。評議が終わるまでは、裁判長の許可がなければ評議室から出たり他人と話をしたりすることができず、公判が数日にまたがる場合は裁判所に設置された陪審員宿舎に宿泊しなければならなかった（83条、84条）。
裁判所は、陪審の有罪の答申を採択する場合には、情状に関する事実の尋問・証拠調べ、第2次の論告・弁論（96条）を経た上、法令を適用して有罪の言渡しをし（97条2項）、無罪の答申を採択する場合には無罪の言渡しをする（同条3項）。しかし、裁判所は、陪審の答申を不当と認めるときは、他の陪審の評議に付すること（陪審の更新）ができた（95条）。
陪審の答申を採択して事実の判断をした判決に対しては、控訴をすることはできなかった（101条）。なお、大審院への上告はできた（102条）。

## 実施状況
陪審法の施行までの間に、政府は全国地裁に71か所の陪審法廷、陪審宿舎を準備した。また、広報活動を熱心に行い、全国でのべ3339回の講演会を行った。
陪審法の初適用事件は1928年3月15日に起きた美人放火事件の被告人で、12月17日に大分地裁で陪審裁判が開かれ、12月21日に陪審員12人が被告人の無罪を答申し、裁判所は無罪判決を下した。
1928年（昭和3年）から1942年（昭和17年）までの間に、法定陪審事件2万5097件のうち、実際に陪審に付されたのは448件、請求陪審事件で請求があった43件のうち、実際に陪審に付されたのは12件であった。法定陪審事件448件、請求陪審事件12件、合計460件が陪審裁判に付された。また、うち24件は陪審の更新がされ、これを合わせると484件の陪審裁判が行われた。うち81件に無罪判決が出た。
1年ごとの陪審裁判の実施件数は次表のとおりである（法定陪審・請求陪審件数は陪審の更新を含まない純事件数）。
| 年   | 法定陪審 | 請求陪審 | 陪審の更新 |
| ---- | -------- | -------- | ---------- |
| 1928 | 28       | 0        | 3          |
| 1929 | 133      | 7        | 3          |
| 1930 | 66       | 0        | 0          |
| 1931 | 56       | 1        | 3          |
| 1932 | 48       | 1        | 6          |
| 1933 | 34       | 1        | 1          |
| 1934 | 24       | 2        | 0          |
| 1935 | 17       | 0        | 1          |
| 1936 | 16       | 0        | 3          |
| 1937 | 13       | 0        | 2          |
| 1938 | 4        | 0        | 0          |
| 1939 | 3        | 0        | 1          |
| 1940 | 4        | 0        | 0          |
| 1941 | 1        | 0        | 0          |
| 1942 | 1        | 0        | 1          |
| 1943 | 0        | 0        | 0          |
| 合計 | 448      | 12       | 24         |

## 陪審法の停止
法定陪審事件又は請求陪審事件の要件を満たす事件は、全事件数の25%前後であったが、被告人が法定陪審事件で陪審を辞退したり、請求陪審事件でいったん陪審を請求しても請求を取り下げる例が多く、前述のとおり、実際に陪審審理に付された事件数はごくわずかであった。
これは、請求陪審で被告人が敗訴した場合、被告人が多額の陪審費用を負担させられたこと、陪審を選択した場合は控訴によって事実認定を争うことはできず、被告人にとっては危険な賭であったことなどが理由であるとされる。裁判官が陪審員の答申に拘束されないこと（陪審の更新）も、陪審制の意義を骨抜きにするものであった（法律上は陪審の更新に上限はなかったが、陪審員の拘束の問題もあり、3回以上更新された例はなかった）。
また、第二次世界大戦が激化するにつれ、市町村では徴兵業務の負担が重くなり、陪審員名簿の作成が難しくなってきたことから、市町村から陪審制停止の要望が出された。こうして、1943年（昭和18年）4月1日に「陪審法ノ停止ニ関スル法律」によって陪審法が停止されることになった。同法は附則3項において「今次ノ戦争終了後再施行ス」と規定していたが、再施行されないまま今日に至っている。

## 復活論と裁判員制度
終戦後、占領軍は、当初、日本の民主化政策として陪審制は不可欠と考えており、政府の憲法第2次試案までは、「陪審審理は、死刑を科し得る罪について起訴された者にはすべてに、重罪について起訴された者にはその者の請求により、与えられる。」との規定があった。しかし日本政府は陪審制の明文化には消極的であり、兼子一の違憲論もあり、1947年（昭和22年）4月16日公布の裁判所法（同年5月3日施行）では、別に法律で刑事事件の陪審制を設けることを妨げないと規定されるにとどまった（同法3条3項）。GHQが陪審制の復活を強く主張しなかったことに関しては、立法・司法課長であったドイツ人のアルフレッド・C・オプラーが陪審制について懐疑的であったことも指摘されている。
その後、一部で陪審制の復活や参審制の導入を主張する声があったが、1979年から1989年にかけて、免田事件、財田川事件、松山事件、島田事件で再審無罪判決が出た（4大死刑冤罪事件）ことをきっかけに、刑事裁判制度に対する批判が高まり、弁護士・法学者を中心に陪審・参審制導入論も盛り上がった。ちょうど同じ時期、1988年に、最高裁判所長官矢口洪一が最高裁の刑事局に対し陪審制の導入の可否を検討するよう指示した。しかし、冤罪事件への世間の関心が薄れるとともに、導入論も下火となった。
ところが、1999年（平成11年）7月に設置された司法制度改革審議会で国民の司法参加が取り上げられることとなり、その中で陪審制とするか（日本弁護士連合会等）と、参審制とするか（最高裁サイド）で激しい対立が生じたが、最終的に、職業裁判官と市民が共に評議・評決を行う、参審制に近い制度の採用が決まった。そして、同審議会は、2001年（平成13年）6月の最終意見書の中で、裁判員制度の導入を提言した。これを受けて、2004年（平成16年）5月に国会で裁判員の参加する刑事裁判に関する法律（裁判員法）が制定され、2009年（平成21年）5月21日より施行されている。陪審法自体は停止されたまま現在も形式的に残っているが、日本における国民の司法参加は陪審制とはやや異なる形で拡大（検察審査会が既に存在するため「実現」ではなく、あくまで「拡大」である）することとなった。

## 法廷
陪審に使用された法廷は戦後次々と取り壊されており、現在は京都地方裁判所の「15号法廷」が立命館大学末川記念会館に、横浜地方裁判所の「特号法廷」が桐蔭横浜大学にそれぞれ移築され保存されているのみである。